# Роскоммон (округ)
Роско́ммон (англ. Roscommon County) — округ в штате Мичиган, США. Официально образован в 1840 году. По состоянию на 2010 год, численность населения составляла 24 449 человек.

## География
По данным Бюро переписи США, общая площадь округа равняется 1 502,202 км2, из которых 1 346,801 км2 суша и 155,400 км2 или 10,000 % это водоёмы.

## Население
По данным переписи населения 2000 года в округе проживает 25 469 жителей в составе 11 250 домашних хозяйств и 7 616 семей. Плотность населения составляет 19,00 человек на км2. На территории округа насчитывается 23 109 жилых строений, при плотности застройки около 17,00-ти строений на км2. Расовый состав населения: белые — 97,99 %, афроамериканцы — 0,32 %, коренные американцы (индейцы) — 0,64 %, азиаты — 0,19 %, гавайцы — 0,04 %, представители других рас — 0,10 %, представители двух или более рас — 0,72 %. Испаноязычные составляли 0,80 % населения независимо от расы.
В составе 21,90 % из общего числа домашних хозяйств проживают дети в возрасте до 18 лет, 56,70 % домашних хозяйств представляют собой супружеские пары проживающие вместе, 7,70 % домашних хозяйств представляют собой одиноких женщин без супруга, 32,30 % домашних хозяйств не имеют отношения к семьям, 28,10 % домашних хозяйств состоят из одного человека, 14,00 % домашних хозяйств состоят из престарелых (65 лет и старше), проживающих в одиночестве. Средний размер домашнего хозяйства составляет 2,23 человека, и средний размер семьи 2,69 человека.
Возрастной состав округа: 20,00 % моложе 18 лет, 5,50 % от 18 до 24, 21,40 % от 25 до 44, 29,30 % от 45 до 64 и 29,30 % от 65 и старше. Средний возраст жителя округа 47 лет. На каждые 100 женщин приходится 96,90 мужчин. На каждые 100 женщин старше 18 лет приходится 94,30 мужчин.
Средний доход на домохозяйство в округе составлял 30 029 USD, на семью — 35 757 USD. Среднестатистический заработок мужчины был 31 878 USD против 20 549 USD для женщины. Доход на душу населения составлял 17 837 USD. Около 8,60 % семей и 12,40 % общего населения находились ниже черты бедности, в том числе — 18,90 % молодежи (тех, кому ещё не исполнилось 18 лет) и 6,50 % тех, кому было уже больше 65 лет.